# Аргентина на зимних Олимпийских играх 2002
Аргентина принимала участие в Зимних Олимпийских играх 2002 года в Солт-Лейк-Сити (США) в пятнадцатый раз за свою историю, но не завоевала ни одной медали. Сборную страны представляли 8 мужчин и 3 женщины.

## Биатлон
Мужчины
| Спортсмен      | Дисциплина           | Время     | Стрельба | Отставание | Место |
| -------------- | -------------------- | --------- | -------- | ---------- | ----- |
| Рикардо Оскаре | Спринт               | 30:00.2   | 0+3      | +5:08.9    | 81    |
| Рикардо Оскаре | Индивидуальная гонка | 1:02:08.1 | 2+2+1+1  | +11:04.8   | 80    |

Женщины
| Спортсменка    | Дисциплина           | Время     | Стрельба | Отставание | Место |
| -------------- | -------------------- | --------- | -------- | ---------- | ----- |
| Наталья Ловесе | Спринт               | 29:33.2   | 3+5      | +8:51.8    | 73    |
| Наталья Ловесе | Индивидуальная гонка | 1:09:56.8 | 4+2+2+4  | +22:27.7   | 69    |

## Санный спорт
| Соревнование | Спортсмены       | 1 заезд   | 1 заезд | 2 заезд   | 2 заезд | 3 заезд   | 3 заезд | 4 заезд   | 4 заезд | Итоговый результат | Итоговое место |
| Соревнование | Спортсмены       | Результат | Место   | Результат | Место   | Результат | Место   | Результат | Место   | Итоговый результат | Итоговое место |
| ------------ | ---------------- | --------- | ------- | --------- | ------- | --------- | ------- | --------- | ------- | ------------------ | -------------- |
| Одиночки     | Рубен Гонсалес   | 48,180    | 46      | 47,819    | 44      | 48,533    | 45      | 48,276    | 42      | 3:12,808           | 41             |
| Одиночки     | Марсело Гонсалес | 47,314    | 44      | 46,931    | 38      | 46,883    | 41      | 53,431    | 47      | 3:14,559           | 43             |

## Скелетон
| Спортсмен       | Время     | Время     | Время   | Место |
| Спортсмен       | Попытка 1 | Попытка 2 | Сумма   | Место |
| --------------- | --------- | --------- | ------- | ----- |
| Херман Глесснер | 55.40     | 57.25     | 1:52.65 | 26    |

## Фристайл
| Спортсмен   | Дисциплина | Квалификация | Квалификация | Квалификация | Квалификация | Финал     | Финал     | Финал     | Финал     |
| Спортсмен   | Дисциплина | 1 прыжок     | 2 прыжок     | Сумма        | Место        | 1 прыжок  | 2 прыжок  | Сумма     | Место     |
| ----------- | ---------- | ------------ | ------------ | ------------ | ------------ | --------- | --------- | --------- | --------- |
| Клайд Гетти | акробатика | 60.32        | 56.70        | 117.02       | 25           | не прошёл | не прошёл | не прошёл | не прошёл |